# Mangan(II)-chlorid
Mangan(II)-chlorid ist ein schwach rosarotes Pulver. Die Verbindung besteht aus Mangan und Chlor und liegt gewöhnlich als Tetrahydrat oder auch in wasserfreier Form vor.

## Gewinnung und Darstellung
Mangan(II)-chlorid-Tetrahydrat lässt sich durch Reaktion von Mangan, Mangan(II)-carbonat oder Mangandioxid mit konzentrierter Salzsäure herstellen:
{\displaystyle \mathrm {1)\ Mn+2\ HCl\longrightarrow \ MnCl_{2}+H_{2}} }
{\displaystyle \mathrm {2)\ MnCO_{3}+2\ HCl\longrightarrow \ MnCl_{2}+CO_{2}+H_{2}O} }
{\displaystyle \mathrm {3)\ MnO_{2}+4\ HCl\longrightarrow \ MnCl_{2}+2\ H_{2}O+Cl_{2}} }
Beim Erhitzen im trockenen Chlorwasserstoffstrom kann aus dem Tetrahydrat das wasserfreie MnCl2 erhalten werden.

## Eigenschaften

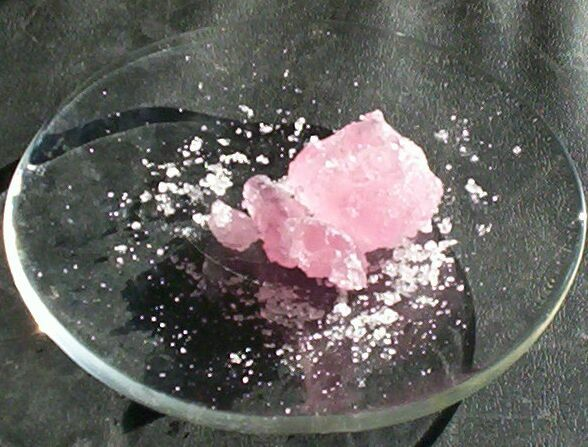
Mangan(II)-chlorid Tetrahydrat

Mangan(II)-chlorid bildet blassrosarote, hygroskopische Kristalle. Es ist sehr gut löslich in Wasser und Ethanol. In Lösung ist die Farbe auf das Hexaaquamangan(II)-Kation, [Mn(H2O)6]2+, zurückzuführen. Das Tetrahydrat liegt in Form eines oktaedrischen Komplexes vor, in dem die beiden Chlorid-Liganden cis-ständig sind. Mit einem Überschuss an Chloridionen bilden sich die komplexen Anionen MnCl42− (Tetrachloromanganat(II), tetraedrisch) bzw. MnCl64− (Hexachloromanganat(II), oktaedrisch).

## Verwendung
Mangan(II)-chlorid wird zur Herstellung von Manganbraun Mn(O)OH und als Ausgangsstoff zur Synthese Mangan-haltiger Katalysatoren verwendet. 